# جوة اللعبة (فلم)
جوة اللعبة فيلم مصري إنتاج عام 2012، بطولة مصطفى قمر وريهام عبد الغفور ومحمد لطفي.

## قصة الفيلم
تدور أحداث الفيلم في إطار تشويقي حول وقوع جريمة قتل ويحاول طاقم العمل دوما البحث وراء الجاني والتمسك بكل خيوط القضية حتى يتمكنا في نهاية المطاف من الإمساك بالقاتل.

## ابطال الفيلم
- مصطفى قمر: طارق سليم
- ريهام عبد الغفور: هند عزمي
- محمد لطفي: سليم
- أشرف مصيلحي: شادي
- محمد مرزبان: توفيق
- أيمن الشيوي: يسري
- رشا نور الدين: ملك
- سلمى محمد الزغبي: الطفلة
- سهيل البلتاجي
- ريهام نبيل
- ميرا خليل
- إسراء الصابوني

الأطفال: بسملة عماد - سلمى محمد الزغبي - زياد محمد حمدي - سلمى محمد حمدي - سيف الدين محمد - نورهان أحمد عبد الحميد - نورا خالد الهزاع - راشد خالد الهزاع

## روابط خارجية
- مقالات تستعمل روابط فنية بلا صلة مع ويكي بيانات